# Matvej Fëdorovič Kazakov

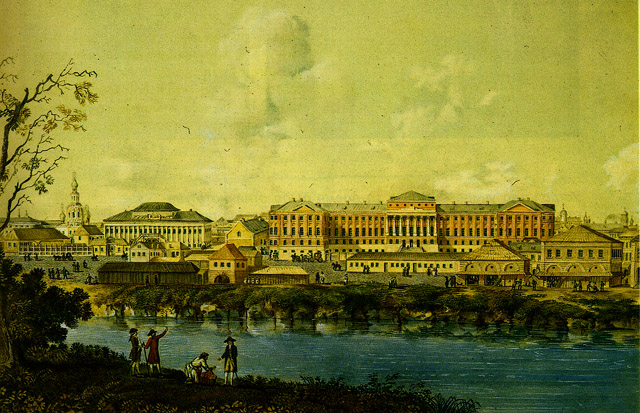
Università di Mosca

Matvej Fëdorovič Kazakov (in russo Матвей Фёдорович Казаков?; Mosca, 1738 – Mosca, 1812) è stato un architetto russo.

## Biografia
Operò quasi esclusivamente a Mosca e, a differenza dei suoi contemporanei, non effettuò viaggi all'estero e non seguì i corsi dell'Accademia di San Pietroburgo, ma si formò facendo apprendistato con Dmitrij Vasil'evič Uchtomskij, con il quale studiò fino al 1760.
Dopo l'incendio del 1763, fece parte della commissione incaricata della ricostruzione di Tver', in cui si ravvisa un primo tentativo di superamento dei modelli barocchi in voga fino ad allora verso un più austero Neoclassicismo.
Intorno agli settanta del secolo, la collaborazione con Vasilij Ivanovič Baženov per il palazzo del Cremlino favorì la maturazione del suo linguaggio architettonico.
Seguirono quindi incarichi pubblici (ospedale, Università di Mosca, ecc.) e diverse case d'abitazione per conto di privati.
La sua architettura, caratterizzata da raffinate cupole, si fece nel tempo più semplice e contribuì ad avviare la trasformazione di Mosca in senso Neoclassico, che raggiungerà il suo apice con lo svizzero Domenico Gilardi.